# David Thorpe (pilot de trial)
|  | No s'ha de confondre amb David Thorpe (pilot de motocròs). |

David Thorpe   (Sheffield, 18 de desembre de 1945), conegut també com a Dave Thorpe, és un ex-pilot de trial anglès. Al tombant de la dècada del 1960 fou un dels competidors destacats del Campionat d'Europa de trial, primer com a company de Mick Andrews a l'equip oficial d'OSSA i passant després a Bultaco. El 1979, Thorpe fitxà per CCM i col·laborà en el desenvolupament del seu model de trial de quatre temps, la CCM 350T.
Actualment Thorpe competeix sovint en trials per a motocicletes clàssiques, molt populars a les Illes Britàniques.

## Palmarès
| Any  | Motocicleta  | Campionat del Món | Campionat britànic |
| ---- | ------------ | ----------------- | ------------------ |
| 1966 | Triumph      | 13è               | -                  |
| 1967 | ?            | -                 | ?                  |
| 1968 | ?            | -                 | ?                  |
| 1969 | OSSA         | -                 | ?                  |
| 1970 | OSSA         | 22è               | 5è                 |
| 1971 | OSSA         | 5è                | 6è                 |
| 1972 | OSSA         | 7è                | 5è                 |
| 1973 | OSSA/Bultaco | 11è               | 6è                 |
| 1974 | OSSA         | 11è               | 3r                 |
| 1975 | Bultaco      | 8è                | 6è                 |
| 1976 | Bultaco      | 12è               | 3r                 |
| 1977 | Bultaco      | 17è               | 6è                 |
| 1978 | Bultaco      | -                 | 7è                 |
| 1979 | CCM          | -                 | 20è                |
| 1980 | Bultaco      | -                 | 13è                |
| 1981 | Bultaco      | -                 | 16è                |

1. 1 2  Fins al 1967 el campionat s'anomenà "Challenge Henry Groutards", entre 1968 i 1974, "Campionat d'Europa", i a partir de 1975 va passar a anomenar-se Campionat del Món